# Nabatieh (tỉnh)
Nabatieh hay Nabatiyeh (tiếng Ả Rập: محافظة النبطية, Muḥāfaẓat an Nabaṭīya) là tỉnh (muhafazah) của Liban, giáp biên giới với các tỉnh Rif Dimashq, Quneitra của Syria và quận Bắc của Israel. Tỉnh lỵ là Nabatieh. Diện tích của tỉnh là 1.098 km².

## Quận
Tỉnh Nabatieh được phân thành bốn quận (qadaa), gồm 116 thành phố.
| STT | Quận       | Quận lỵ    | Số thành phố |
| --- | ---------- | ---------- | ------------ |
| 1   | Nabatieh   | Nabatieh   | 39           |
| 2   | Marjeyoun  | Marjeyoun  | 26           |
| 3   | Hasbaya    | Hasbaya    | 15           |
| 4   | Bint Jbeil | Bint Jbeil | 36           |